# Kizen Sasaki
Kizen Sasaki (佐々木喜善, Sasaki Kizen), aussi parfois Sun-Hee Sasaki et Kyōseki Sasaki (5 octobre 1886 - 29 septembre 1933), est un folkloriste japonais parfois considéré comme le « Grimm japonais ».
Fils d'une famille de paysans aisés de Tōno dans la préfecture d'Iwate, il fréquente le Shiritsu Tetsugakukan (à présent université Tōyō) puis est diplômé de littérature de l'université Waseda en 1905. En 1908 il fait la connaissance de Kunio Yanagita avec qui il commence à collaborer dans la recherche des traditions orales et des contes de la préfecture d'Iwate. À la fin de sa vie il devient ami avec le poète Kenji Miyazawa avec lequel il partage ses découvertes. Affecté de problèmes respiratoires, il meurt à l'âge de 47 ans.
Sasaki a publié un certain nombre de livres de contes et de coutumes folkloriques.

## Source de la traduction
- (en) Cet article est partiellement ou en totalité issu de l’article de Wikipédia en anglais intitulé « Kizen Sasaki » (voir la liste des auteurs).